# 루돌프 키르히슐레거
루돌프 키르히슐레거(독일어: Rudolf Kirchschläger, 1915년 3월 20일 ~ 2000년 3월 30일)는 오스트리아의 외교관, 정치인, 판사이다. 1974년부터 1986년까지 12년간 제8대 대통령을 지냈다.

## 초기 생애와 군복무
1915년 3월 20일 오버외스터라이히주 니더카펠에서 태어났으며, 11살 때 고아가 되었다. 1935년 호른에서 영예를 갖고 고등학교를 졸업했으며 빈 대학교에서 법학을 전공하기 시작했다. 그러나 오스트리아 병합 기간 이후에 학업을 포기했다. 그는 NSDAP에 가입하는 것을 거부하였고, 장학금을 받는 것조차 포기했기 때문에 더 이상 학업을 이어 나갈 수 없었다.  1938년 여름 독일 국방군 보병대에서 복무할 때까지 그는 은행의 사무원으로 일했다. 키르히슐레거는 군인으로서 싸웠고 전쟁이 시작되자 처음에 폴란드 침공 침공이 일어난 동안, 이후에 서부 전선의 일원으로서 그리고 1941년 동부 전선에서 러시아에 맞서 싸웠다.
1940년 말 그는 자신의 올바른 학업을 위하여 기말고사를 보기 위해 군대를 떠났다. 그는 시험에서 통과하여 졸업하였다. 
하지만 동부 전선으로 돌려 보내졌고 1942년 상처를 입을 때까지 그곳에 있었다. 전쟁이 끝날 때까지 대위로 있었으며 빈의 비너노이슈타트에 있는 사관 학교에서 훈련을 받았다.  1945년 4월 초순에 다가오는 소련군과 싸우는 생도단에게 명령을 내린 그는 완전히 회복하지 못한 부상으로 자신의 다리에 무지 안좋은 상처를 입었다.

## 전후의 세월
전쟁 후에 키르히슐레거는 1954년까지 랑겐로이스에서 그리고 이후에 빈에서 지방 판사로서 일했다.  1954년 그는 자신이 아무 외국어를 하지 않았어도 오스트리아 외교부에서 일하는 데 기회를 얻었다.  오스트리아 국가 조약에 협상들에 참여하기 위해 그는 몇달 만에 자신에게 영어를 배우도록 했다.1967년부터 1970년까지 프라하에서 대사였다.  그렇게 하지 말라는 명령에 불구하고 소련군의 체코슬로바키아 침공이 일어난 동안 공산주의로부터 달아나려고 했던 체코슬로바키아 시민들에게 출국 비자를 발급하였다.  1970년부터 1974년까지 그는 외무 장관이었다.

## 대통령 재임

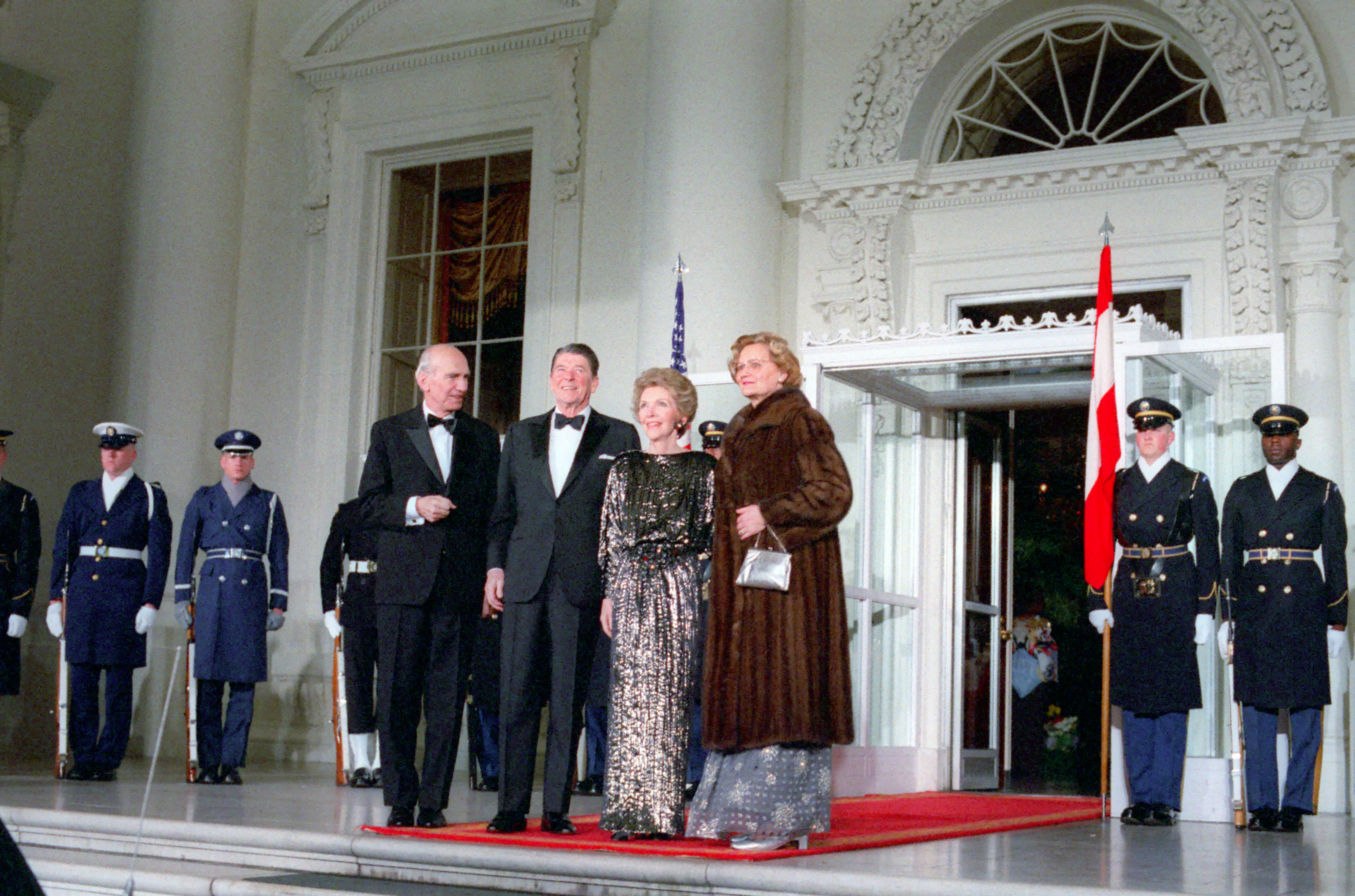
백악관에서 레이건 부부와 함께 한 키르히슐레거 부부 (1984년 2월 28일)

1974년 키르히슐레거는 오스트리아의 대통령으로 선출되었다.  1971년 2월 인스브루크 대학교에서 있던 프로그래밍 강의에서 그는 자신의 "윤리적 외교 정책"의 이해력을 설명하였다.  1974년 그는 강제 수용소와 학살 수용소들로 유럽 유대인들의 철도 추방을 조정하여 유죄 판결을 받은 오스트리아의 나치 전범 프란츠 노박에게 사면을 내렸다.  
1980년 그는 80 퍼센트의 찬성률과 함께 두번째 기간을 위하여 재선되어 아무 대통령 선거들에서 여태까지 얻은 높은 비율이었다.  1984년 2월 그는 오스트리아 대통령으로서 처음으로 미국으로 국빈 방문을 했다.

## 개인 생활과 사망
그는 1940년 8월 17일부터 자신의 사망까지 헤르마 조르거에게 결혼되었으며 부부는 2명의 자녀 - 크리스타 (1944년생)와 발터 (1947년생)를 두었다.
2000년 3월 30일 빈에서 심장질환으로 사망하였다. 향년 85세.

## 역대 선거 결과
| 선거명      | 직책명              | 대수 | 정당   | 득표율 | 득표수      | 결과 | 당락 |
| ----------- | ------------------- | ---- | ------ | ------ | ----------- | ---- | ---- |
| 1974년 선거 | 오스트리아의 대통령 | 8대  | 무소속 | 51.70% | 2,392,367표 | 1위  |      |
| 1980년 선거 | 오스트리아의 대통령 | 8대  | 무소속 | 51.70% | 3,538,748표 | 1위  |      |

## 저서
- Rudolf Kirchschläger, Der Friede beginnt im eigenen Haus. Gedanken über Österreich. Vienna: Molden (1980); ISBN 3-217-01070-1
- Rudolf Kirchschläger, Ethik und Außenpolitik Hans Köchler (ed.), Philosophie und Politik. Dokumentation eines interdisziplinären Seminars. Innsbruck: Arbeitsgemeinschaft für Wissenschaft und Politik, pp. 69–74 (1973)
- Alois Mock, Herbert Schambeck (Hrsg.): Verantwortung in unserer Zeit. Festschrift für Rudolf Kirchschläger. Österreichische Staatsdruckerei, 1990.
- Rabl, Erich: Rudolf Kirchschläger (1915-2000), Jurist, Diplomat, Außenminister und Bundespräsident. In: Harald Hitz, Franz Pötscher, Erich Rabl, Thomas Winkelbauer (Hg.): Waldviertler Biographien, Bd. 3, Horn (Waldviertler Heimatbund) 2010, S. 399–428. ISBN 3-900708-26-6.
- Schenz, Marco: Bundespräsident Rudolf Kirchschläger. Böhlau-Verlag, Wien 1984.